# Бейли, Райан (легкоатлет)
Райан Бейли (англ. Ryan Bailey, род. 13 апреля 1989 года) — американский бегун на короткие дистанции.. Бронзовый призёр чемпионата США 2012 года на дистанции 100 метров. 
Личный рекорд в беге на 100 метров — 9,88.

## Бриллиантовая лига
100 метров
- 2012:  London Grand Prix – 10,09
- 2012:  DN Galan – 9,93
- 2012:  Weltklasse Zürich – 9,97
- 2013:  Adidas Grand Prix – 10,15
- 2013:  Prefontaine Classic – 10,00

200 метров
- 2010:  Shanghai Golden Grand Prix – 20,43
- 2010:  Prefontaine Classic – 20,17
- 2010:  Weltklasse Zürich – 20,10